# Bonac-Irazein
Bonac-Irazein é uma comuna francesa na região administrativa de Occitânia, no departamento de Ariège.